# Cristianisme siríac

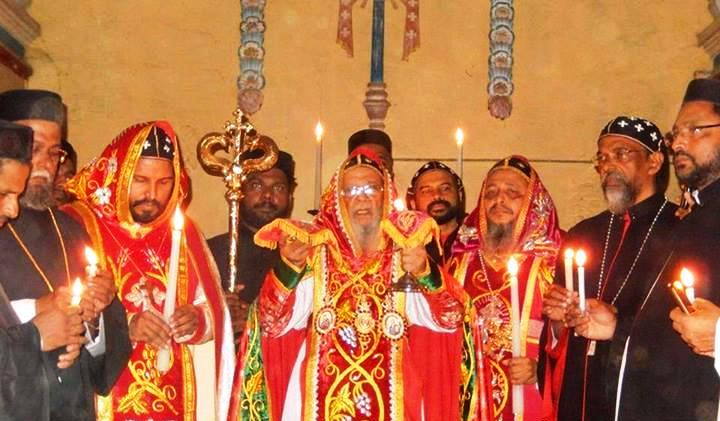
Missa de l'Església Ortodoxa Siríaca

Festivitat en un monestir ortodox siríac a Mossul, Síria Otomana.

El cristianisme siríac (siríac: ܡܫܝܚܝܘܬܐ ܣܘܪܝܝܬܐ / Mšiḥāyuṯā Suryāyṯā) es refereix a les tradicions cristianes orientals que empren el siríac en les seves litúrgies. El siríac és una varietat de l'arameu mig que va sorgir a Edessa, Mesopotàmia superior, a començaments del segle I d.C. i que es considera estretament relacionat amb el judeo-arameu palestí parlat per Jesucrist. Amb una herència històrica que data del segle i, el cristianisme siríac està actualment representat a l'Orient mitjà per l'Església Maronita, l'Església Catòlica Siríaca, l'Església Assíria d'Orient i l'Antiga Església d'Orient, així com els cristians de Sant Tomàs de les respectives comunions de Kerala (Índia), i les comunitats independents com ara l'Església de Caldea (Brasil).
El cristianisme començà a l'Orient Mitjà a Jerusalem, entre els jueus parlants d'arameu. Es va estendre ràpidament a altres pobles semítics de parla aramea, a l'Asoristan (actual Iraq) i a la Síria romana. El cristianisme siríac es divideix en dues grans tradicions litúrgiques: el ritu siríac oriental, històricament centrat a Mesopotàmia superior i el ritus siríac occidental, centrat a Antioquia i a la zona est del Mediterrani.
La tradició del ritu siríac oriental va estar associat amb l'Església d'Orient, i actualment s'utilitza en les esglésies de l'Orient Mitjà que descendeixen d'aquesta: l'Església Assíria d'Orient, l'església antiga d'Orient i l'església catòlica de Caldea. La majoria de membres d'aquestes esglésies són d'ètnia assíria de parla aramea oriental. La tradició del ritus siríac occidental és utilitzat per l'Església Ortodoxa Siríaca, l'Església Catòlica Siríaca, l'Església Maronita i l'Església de Malankara de l'Índia. Els adherits a aquest ritu a vegades s'identifiquen com siris o assiris.

## Història
L'herència cristiana siríaca es transmet a través de diferents dialectes moderns de l'arameu sorgits a partir de l'arameu modern. A diferència de la cultura cristiana grega, l'assíria va rebre influències del judaisme rabínic primerenc i de la pròpia cultura indígena mesopotàmica.
Mentre que les cultures cristianes llatines i gregues quedaren protegides pels imperis romà i romà d'Orient respectivament, el cristianisme assiri sovint es trobà marginat i/o perseguit activament pels governants zoroastrians de l'Imperi Part i l'Imperi Sassànida. Antioquia fou la capital política d'aquella cultura, i també fou la seu dels patriarques de l'església. Com que Antioquia estava fortament hel·lenitzada, les ciutats d'Edessa, Nisbis i Ctesiphon es convertiren en centres culturals de la cultura siríaca. La literatura primerenca del cristianisme siríac inclou el Diatèssaron de Tatian, els evangelis curetonians i el sinaític siríac, la bíblia de Peixitta, la doctrina d'Addai i els escrits d'Aphrahat i els himnes d'Effren el siri.
La primera divisió entre els cristians siríacs i el cristianisme occidental va tenir lloc al segle v, després del primer concili d'Efeso, l'any 431, quan els cristians siríacs de l'Imperi Persa Sassànida es van separar dels de l'oest. Aquesta divisió responia tant a interessos polítics com a teològics. Ctesiphon que en aquell moment era la capital dels sassànides, es va convertir també en la capital de l'Església d'Orient. Després del concili de Calcedònia l'any 451, molts cristians siríacs dins de l'Imperi Romà, es van rebel·lar contra les decisions de l'església d'Orient. El patriarcat d'Antioquia es va dividir llavors en dues comunions: una calcedònica i una altra no calcedònica; la primera fou etiquetada per alguns com a melkites (partit de l'emperador), mentre que els seus oponents foren etiquetats com a monophysites (aquells que creuen en una naturalesa de Crist en comptes de dues) i jacobites (per Jacob Baradeu). L'Església Maronita va quedar atrapada entre les dues, tot i que fidel a l'Església Catòlica i en comunió amb el bisbe de Roma, el Papa.
L'església ha persistit durant els governs islàmics, com a entitat separada. Durant el segle xix, molts practicants emigraren cap a altres zones de la cristiandat, creant una important diàspora.